# Коулун
Коулун  або Цзюлун (кит. трад. 九龍, спр. 九龙, піньїнь: Jiǔlóng, буквально «Дев'ять драконів»; кант. Gau2 Lung4; англ. Kowloon) — півострівна частина міської зони Гонконгу (не включаючи Нові Території).

## Географія

Коулун на мапі Гонконга

Складається з півострова Коулун та Нового Коулуна. Східний кордон Коулуна проходить по протоці Лейюмунь, західний — через Мейфусаньчхюнь та острів Стоункаттерз, північний — через піраміду Тейта та Лев'ячий камінь, а південний — по бухті Вікторія. 

### Клімат
Місто знаходиться у зоні, котра характеризується вологим субтропічним кліматом. Найтепліший місяць — липень із середньою температурою 27.8 °C (82 °F). Найхолодніший місяць — січень, із середньою температурою 15 °С (59 °F).
| Клімат Коулуна          | Клімат Коулуна | Клімат Коулуна | Клімат Коулуна | Клімат Коулуна | Клімат Коулуна | Клімат Коулуна | Клімат Коулуна | Клімат Коулуна | Клімат Коулуна | Клімат Коулуна | Клімат Коулуна | Клімат Коулуна | Клімат Коулуна |
| Показник                | Січ.           | Лют.           | Бер.           | Квіт.          | Трав.          | Черв.          | Лип.           | Серп.          | Вер.           | Жовт.          | Лист.          | Груд.          | Рік            |
| Середня температура, °C | 15             | 15             | 18             | 21             | 25             | 27             | 28             | 28             | 27             | 24             | 21             | 17             | 22             |
| Норма опадів, мм        | 27             | 44             | 75             | 141            | 292            | 400            | 375            | 375            | 297            | 119            | 37             | 26             | 2208           |
| ----------------------- | -------------- | -------------- | -------------- | -------------- | -------------- | -------------- | -------------- | -------------- | -------------- | -------------- | -------------- | -------------- | -------------- |
| Джерело: Weatherbase    |                |                |                |                |                |                |                |                |                |                |                |                |                |

## Населення
Населення Коулуна (дані 2011 р.) 2 108 419 особи. Густота населення 43 тис. ос./км². Площа півострова близько 47 км². Разом з островом Гонконг його населення становить 47 % населення спеціального адміністративного району Гонконг.

## Адміністративний поділ
Округи, розташовані на острові:
- Яучіммон (Yau Tsim Mong, 油尖旺 区) — населення 281 тис. осіб, площа 6,99 км².
- Самсейпоу (Sham Shui Po, 深水埗 区) — населення 366 тис. осіб, площа 9,35 км².
- Коулун-Сіті (Kowloon City, 九龙 城区) — населення 363 тис. осіб, площа 10,02 км².
- Вонтайсінь (Wong Tai Sin, 黄大仙 区) — населення 424 тис. осіб, площа 9,3 км².
- Куньтон (Kwun Tong, 观塘 区) — населення 588 тис. осіб, площа 11,27 км².

## Галерея

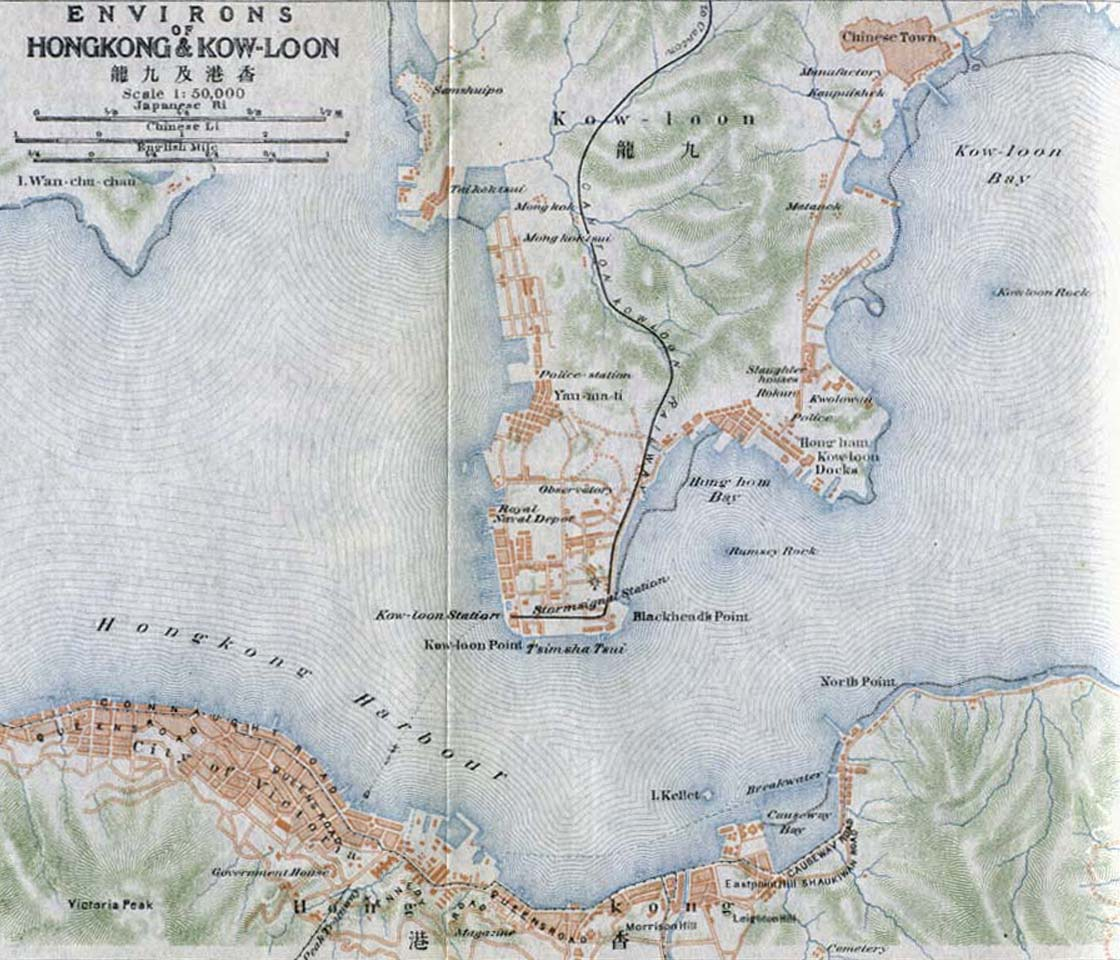
Коулун у 1915 році
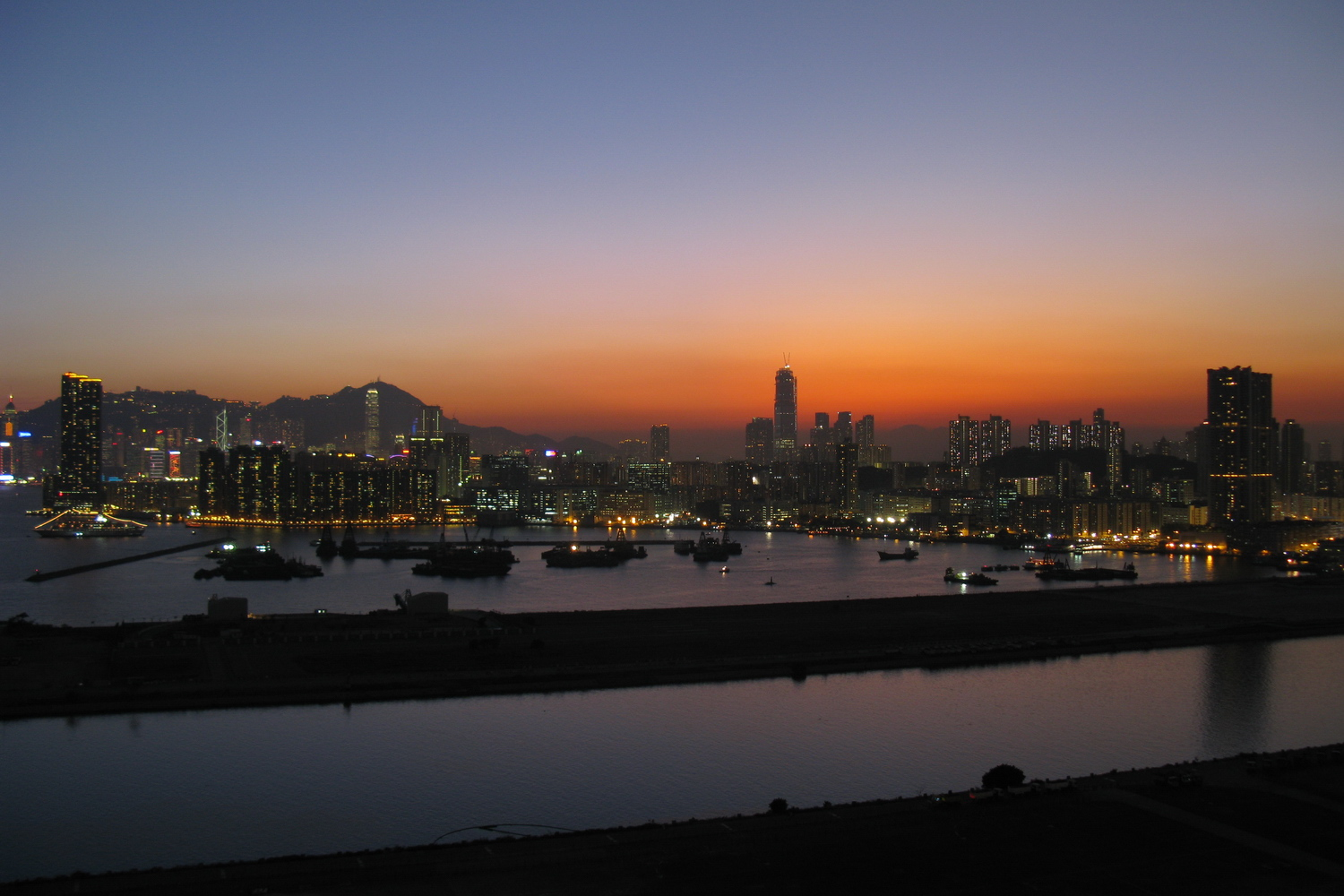
Вечірня панорама
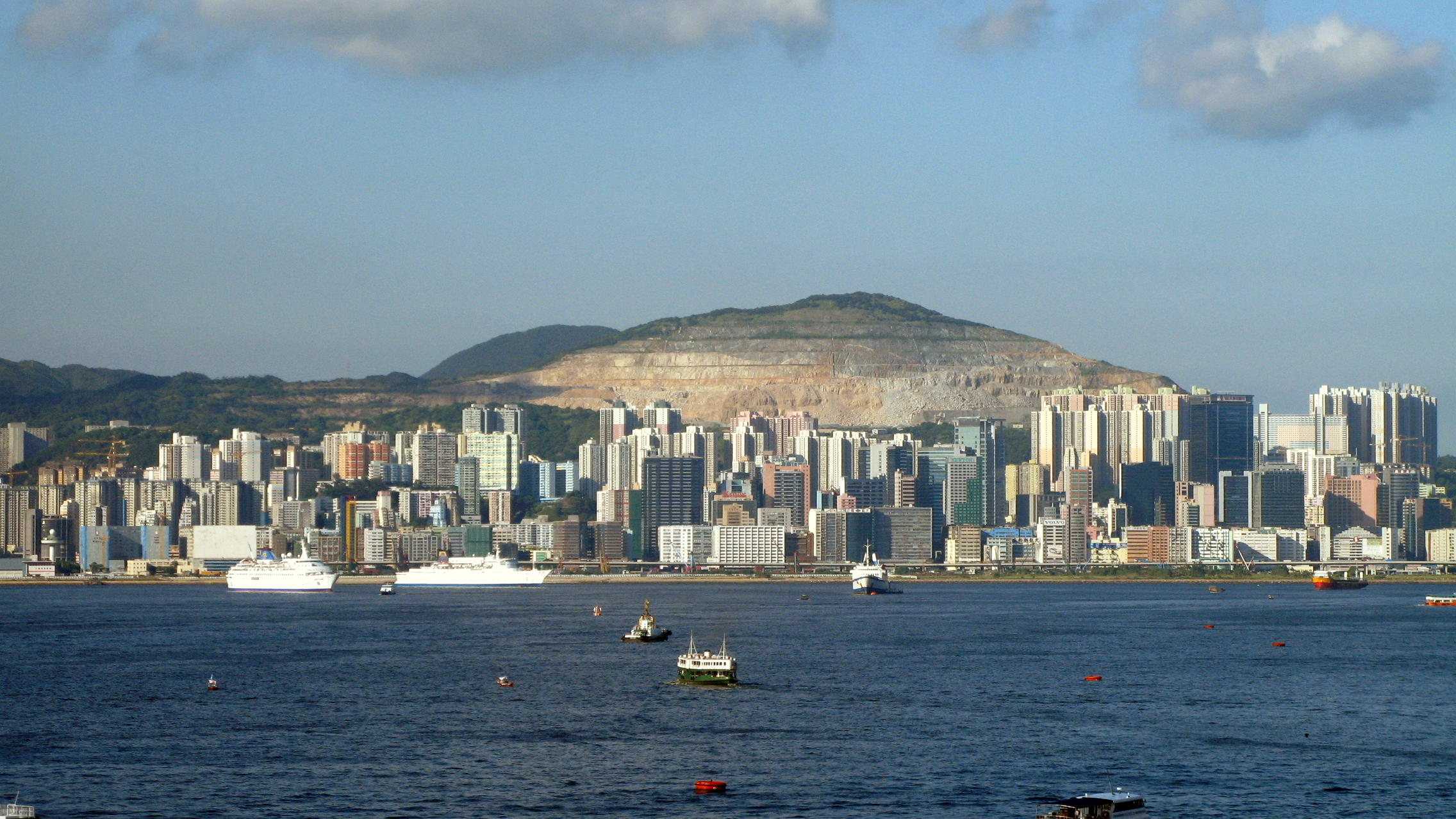
Панорама вдень
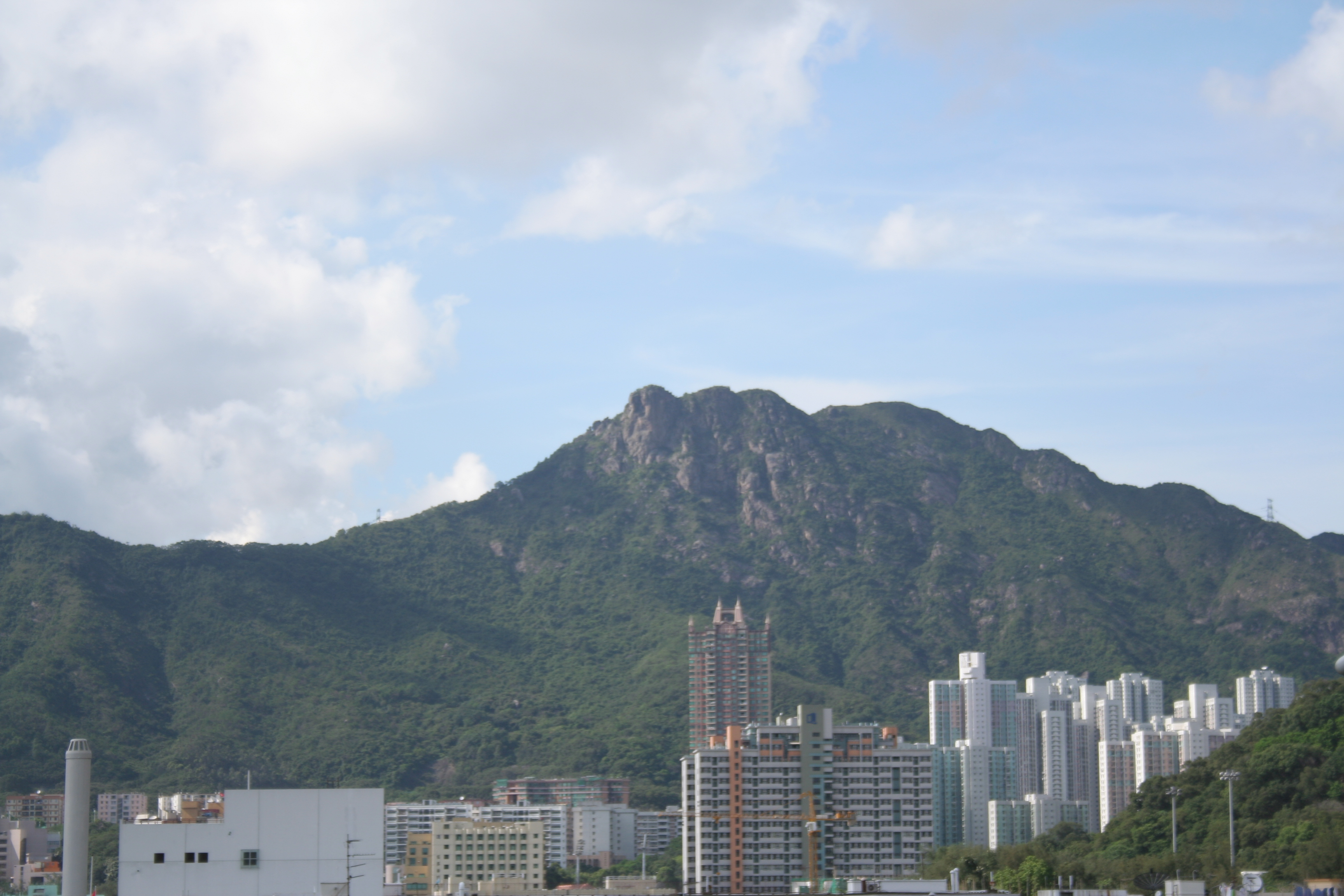
Гори, що оточують Коулун з півночі
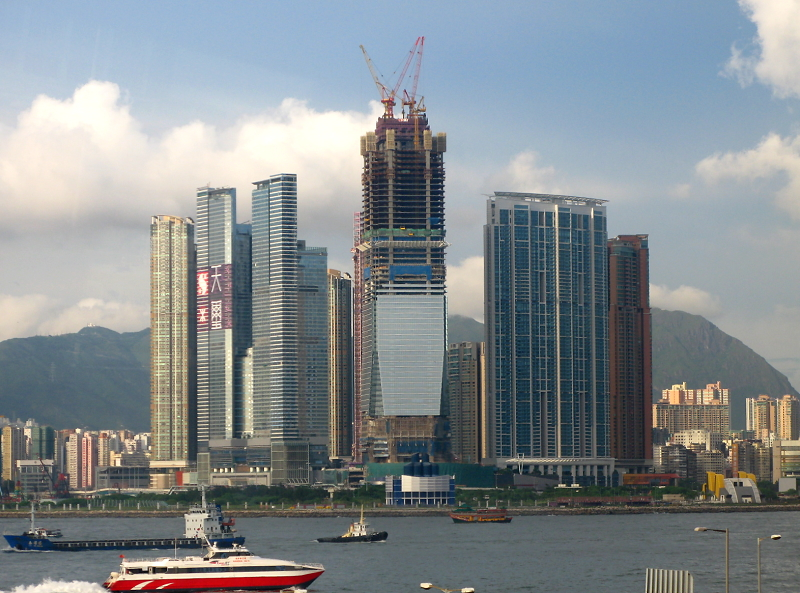
Хмарочоси на заході Коулуна